# Łucznictwo na Igrzyskach Panamerykańskich 2015
Łucznictwo na Igrzyskach Panamerykańskich 2015 odbywał się w dniach 14–18 lipca 2015 roku na Varsity Stadium w Toronto. Sześćdziesięcioro czworo zawodników obojga płci rywalizowało łącznie w czterech konkurencjach, dwóch indywidualnych i dwóch drużynowych.

## Podsumowanie

### Klasyfikacja medalowa
| Klasyfikacja medalowa | Klasyfikacja medalowa | Klasyfikacja medalowa | Klasyfikacja medalowa | Klasyfikacja medalowa | Klasyfikacja medalowa |
| Miejsce               | państwo               | Złoto                 | Srebro                | Brąz                  | Razem                 |
| --------------------- | --------------------- | --------------------- | --------------------- | --------------------- | --------------------- |
| 1                     | Meksyk                | 2                     | 1                     | 1                     | 4                     |
| 2                     | Stany Zjednoczone     | 1                     | 2                     | 1                     | 4                     |
| 3                     | Kolumbia              | 1                     | 1                     | 0                     | 2                     |
| 4                     | Brazylia              | 0                     | 0                     | 1                     | 1                     |
| =                     | Kanada                | 0                     | 0                     | 1                     | 1                     |
| Razem                 | Razem                 | 4                     | 4                     | 4                     | 12                    |

### Medaliści
| Konkurencja   | 1. miejsce                                                      | 2. miejsce                                                           | 3. miejsce                                                             |           |
| Mężczyźni     | Mężczyźni                                                       | Mężczyźni                                                            | Mężczyźni                                                              | Mężczyźni |
| ------------- | --------------------------------------------------------------- | -------------------------------------------------------------------- | ---------------------------------------------------------------------- | --------- |
| Indywidualnie | Luis Alvarez                                                    | Brady Ellison                                                        | Jay Lyon                                                               |           |
| Drużynowo     | Meksyk · Luis Álvarez · Ernesto Boardman · Juan René Serrano    | Stany Zjednoczone · Zach Garrett · Collin Klimitchek · Brady Ellison | Brazylia · Marcus Dalmeida · Daniel Rezende Xavier · Bernardo Oliveira |           |
| Kobiety       |                                                                 |                                                                      |                                                                        |           |
| Indywidualnie | Chatuna Lorig                                                   | Ana María Rendón                                                     | Karla Hinojosa                                                         |           |
| Drużynowo     | Kolumbia · Natalia Sánchez · Ana María Rendón · Maira Sepúlveda | Meksyk · Alejandra Valencia · Aída Román · Karla Hinojosa            | Stany Zjednoczone · Chatuna Lorig · Ariel Gibilaro · LaNola Pritchard  |           |